# Platynus laetus
Platynus laetus is een keversoort uit de familie van de loopkevers (Carabidae). .